# 鹿毛馬神籠石
鹿毛馬神籠石（かけのうまこうごいし、かけのうまこうごういし、かげのうまこうごいし）は、福岡県飯塚市鹿毛馬にある鹿毛馬川沿いの馬蹄型丘陵地に築かれた日本の古代山城（神籠石系山城）。1945年（昭和20年）2月22日付で国の史跡に指定され、2002年（平成14年）3月19日に追加指定されている。
築造年代については諸説あるが、1983年12月から1984年2月にかけて行われた水門跡の調査にて、7世紀前半の須恵器甕の胴部分の破片が出土したことから、7世紀頃に築かれた古代山城という説が一般的である。

## 概要
列石の大きさは40から80センチメートルである。実戦を考えた石垣としては低い部類にあたる。軽くジャンプして交わせるものである。鹿毛馬神籠石は中近世に見られる城とは異なり、郊外の農村地帯に存在している。
水門跡と呼ばれる遺構がある。軍用の水門であれば周囲を巡る堀を作って人を寄せ付けなくするなど大量の水を流す工夫が必要であるが鹿毛馬神籠石にはそれがない。

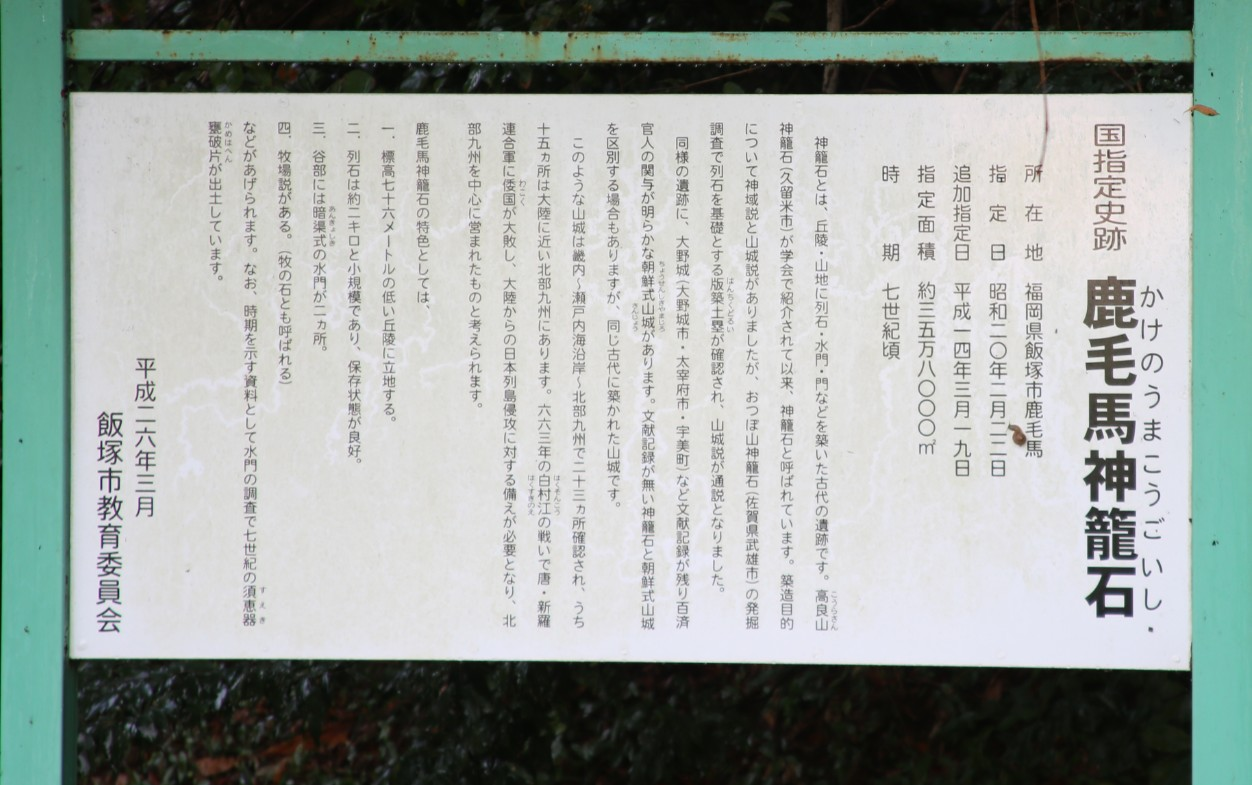
案内板
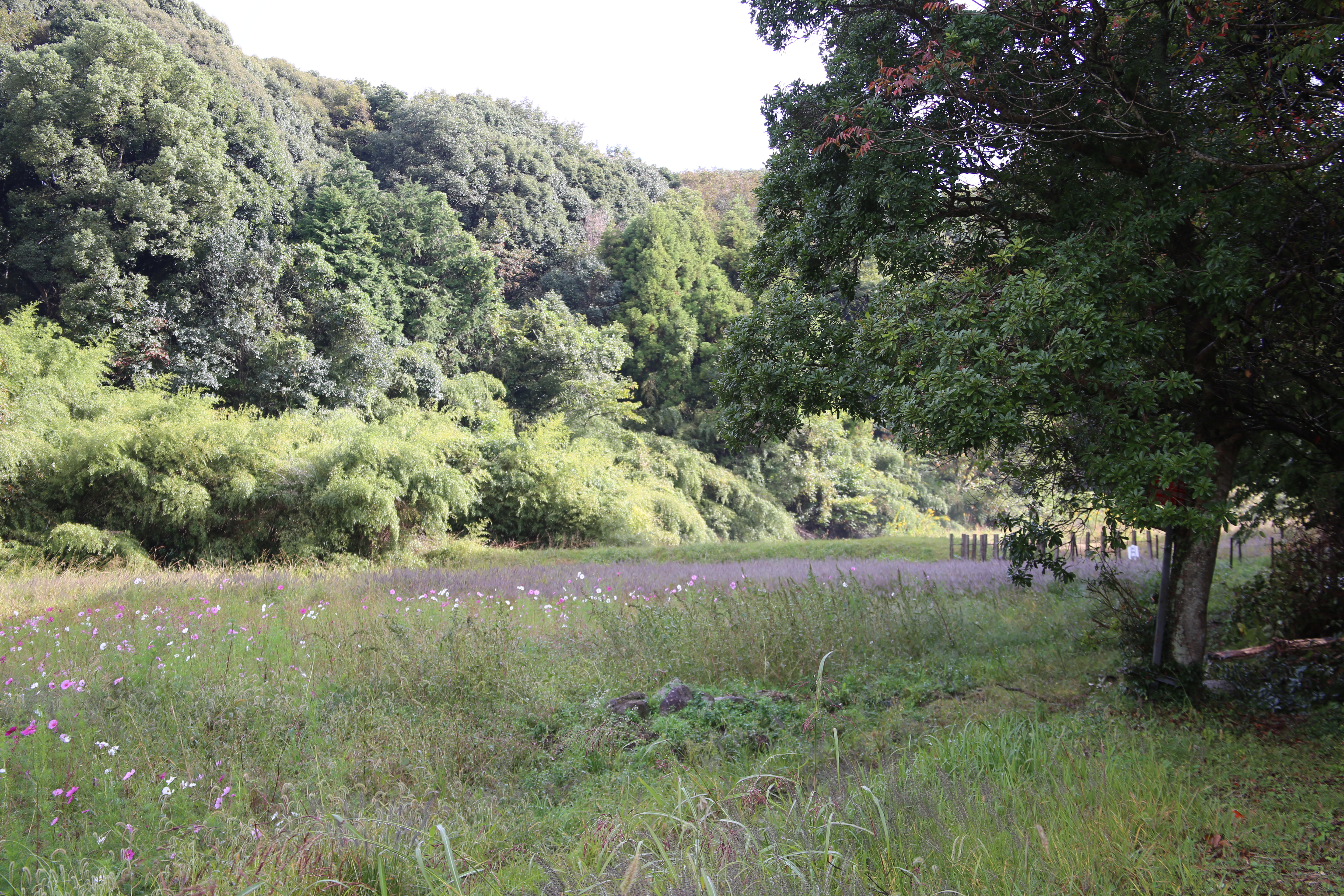
外観
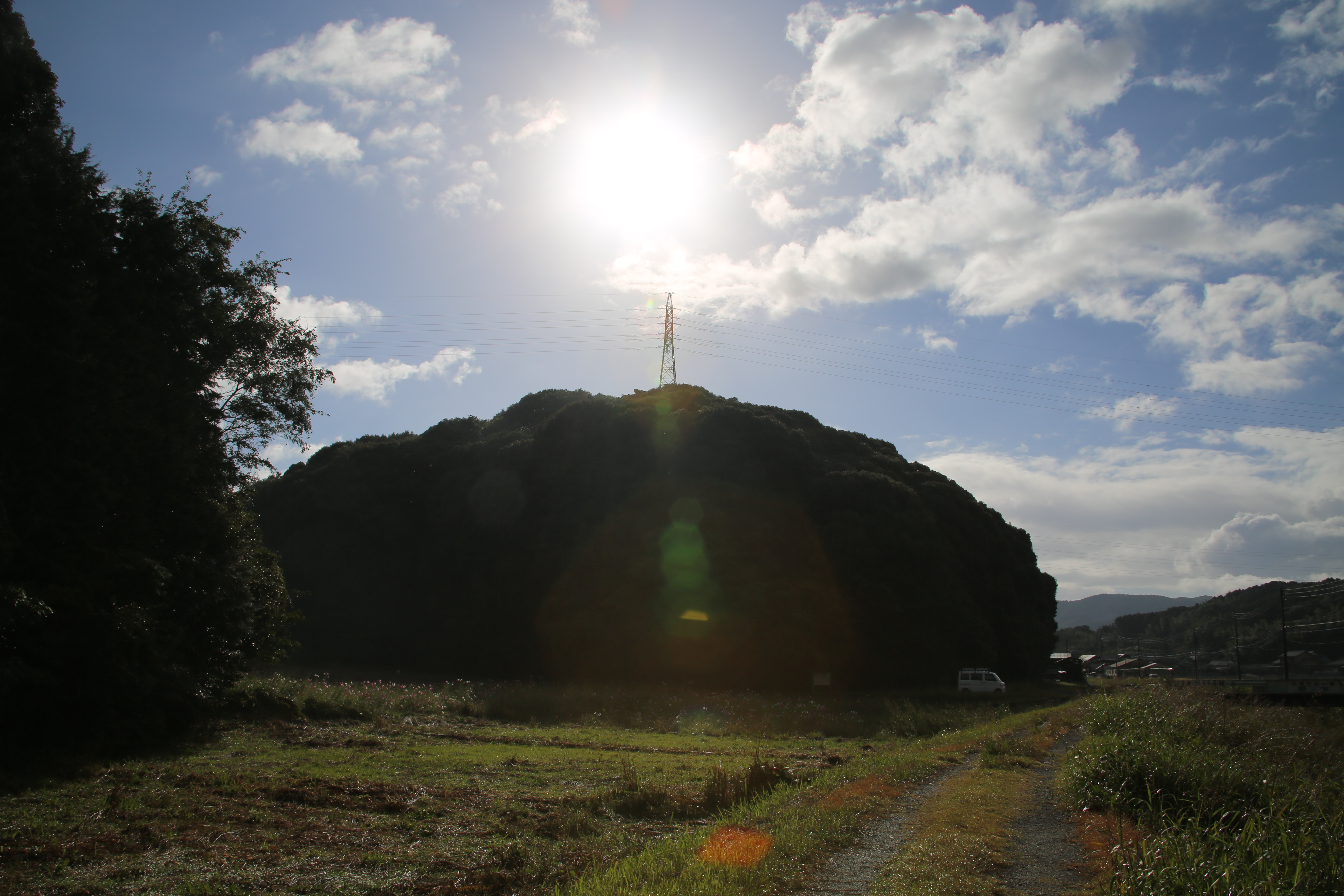
外観 遠景
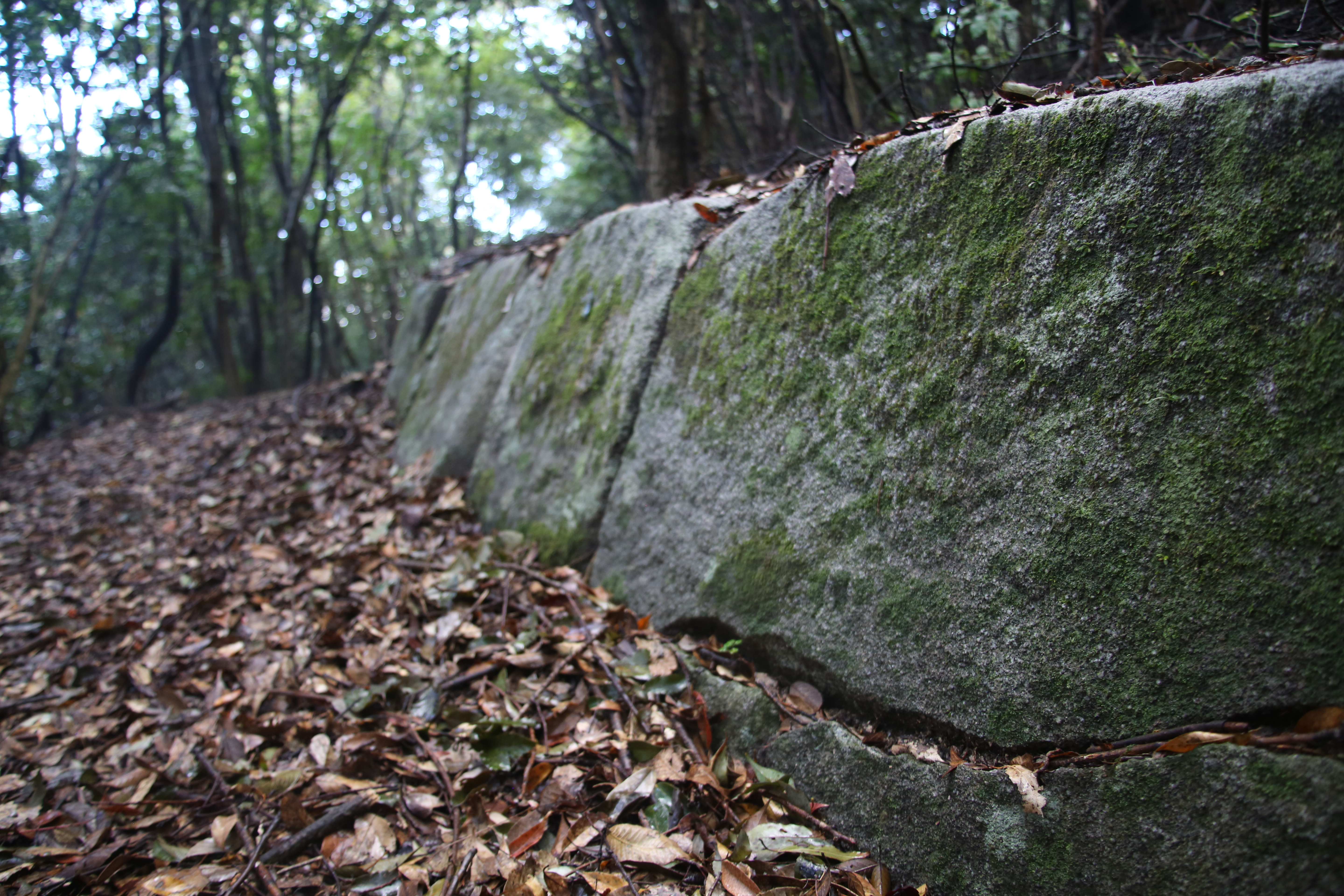
列石
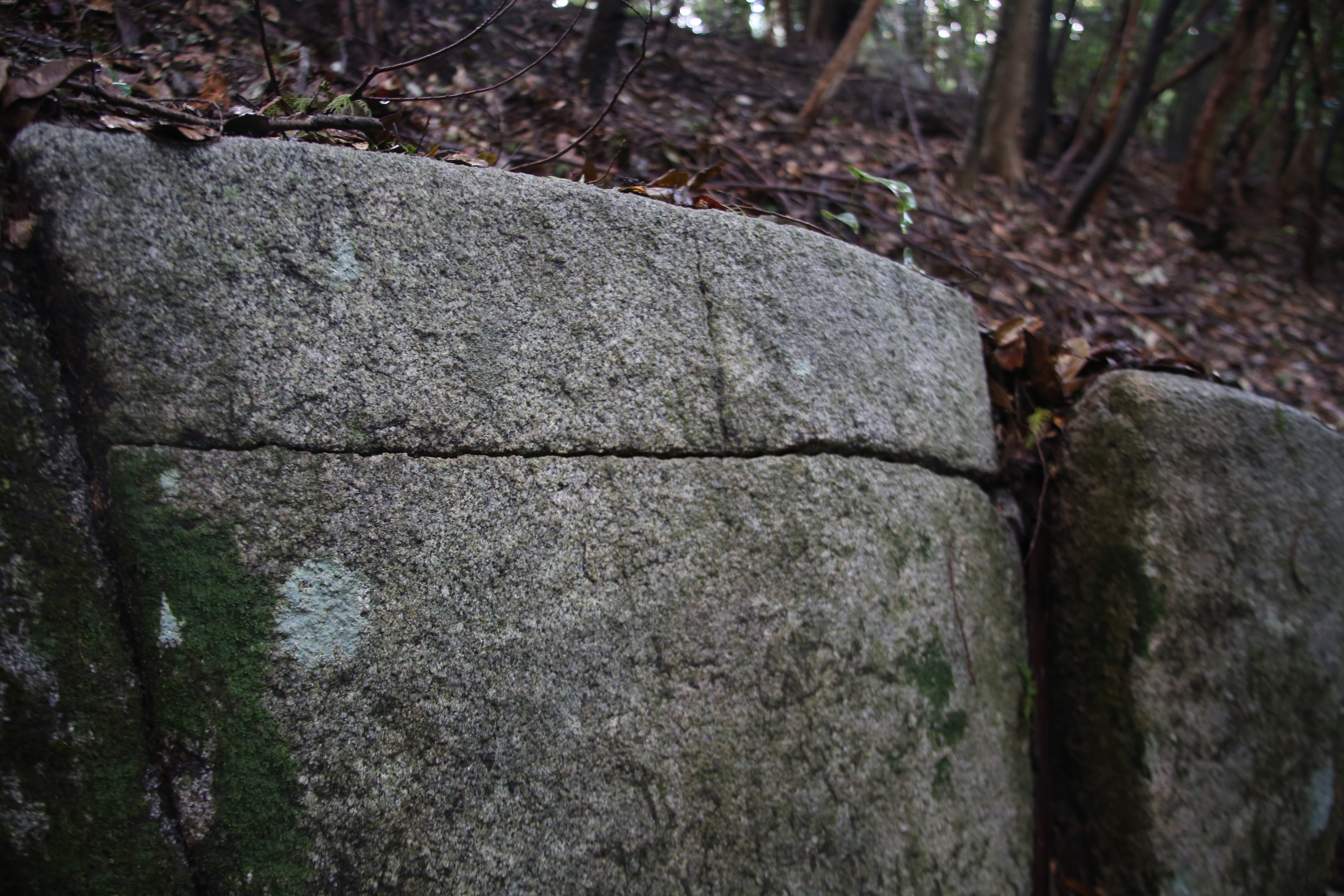
列石

## 参考資料
- 頴田町教育委員会『鹿毛馬神籠石 : 福岡県嘉穂郡頴田町所在鹿毛馬神籠石の調査 頴田町文化財調査報告書 第1集』頴田町（福岡県）、1984年。九州国立博物館 所蔵。